# Етнография на вилаетите Адрианопол, Монастир и Салоника
„Етнография на вилаетите Адрианопол, Монастир и Салоника“ (на френски: Ethnographie des Vilayets d'Andrinople, de Monastir et de Salonique) e статистика, отпечатана на френски език в 1878 година в Цариград като подлистник на излизащия там вестник „Курие д'Ориан“, а по-късно като отделна брошура.

## Описание
Книгата представлява статистика на населението на трите вилаета според регистъра на данъка бедел-и аскерие от 1873 година. Изработена е от Методий Кусев, Георги Груев и техни помощници. Статистиката, известна като „екзархийската статистика“, е представена на Цариградската конференция (23 декември 1876 - 20 януари 1877 г.) и се използва и при определяне на границите на България в Санстефанския прелиминарен мирен договор (1877 г.).
Книгата излиза като реакция на труда на Александър Синве "Les Grecs de l’Empire Ottoman. Etude Statistique et Ethnographique" (Гърците в Османската империя. Статистическо и етнографско проучване), в който има големи неточности и фалшификации, целящи да се увеличи броят на гърците в империята.
В книгата за първи път се дават подробни сведения за населението в трите вилаета по селища и по етническа принадлежност.
В 1995 година книгата е издадена на български език от Македонския научен институт под името „Македония и Одринско. Статистика на населението от 1873 г.“ с паралелен оригинален текст на френски и добавен предговор на български, английски и руски. В изданието от 1995 година са включени две от трите приложения в оригиналната книга – полемиката със Синве и описанието на Пловдивска епархия. Третото – изложението за Македония в древността, не е включено.

## Обхванати селища
| - Вилает Адрианопол - Санджак Адрианопол - Каза Адрианопол - Нахия Юскюдар - Нахия Ада - Нахия Чоке - Нахия Монастир - Град Адрианопол - Каза Кърклисе - Каза Чирмен - Каза Баба ески - Каза Бунар хисар - Каза Хафса - Каза Къзъл агач (Хатунели) - Каза Узун кюпрю (Ергене) - Каза Мустафа паша - Каза Демотика - Санджак Текирдаг (Родосто) - Каза Виза - Каза Малгара - Санджак Галиполи - Каза Фереджик - Каза Гюмюрджина | - Вилает Монастир (Битоля) - Санджак Монастир (Битоля) - Каза Прилеп - Каза Лерин (Флорина) - Каза Ресен-Преспа - Каза Кичово (Кърчово) - Каза Джумали - Каза Охрид - Каза Битоля - - Санджак Горица (Корча) - Каза Кастория (Костур) | - Вилает Салоника - Санджак Серес - Каза Серес - Каза Неврокоп - Каза Демир Хисар - Каза Мелник - Каза Зъхна - Каза Петрич - Санджак Салоника - Каза Салоника - Каза Водина - Каза Аврет Хисар - Каза Дебре - Каза Кюпрюлю (Велес) - Каза Струмица - Каза Дорян |